# 南巴里桑山脉国家公园
南巴里桑山脈國家公園（或稱武吉巴里杉西拉坦國家公園、巴瑞杉西拉坦國家公園），位於印度尼西亚蘇門答臘南部，面積3,568平方（1,378平方英里），橫跨楠榜省、明古魯省和南苏门答腊省三個省，成立於1982年。2004年，它與勒塞尔火山国家公园、葛林芝塞布拉国家公园一起以「苏门答腊热带雨林」名稱，獲聯合國教科文組織登錄為世界遗产，2011年列為瀕危世界遺產。

## 地理
南巴里桑山脈國家公園成立於1982年，位於蘇門答臘南部，界於東經103°23'至104°43'，南緯4°33'至5°57'之間，長約350公里、寬約45公里，面積356,800公頃（882,000英畝）。國家公園範圍位於巴里桑山脈南段，涵蓋楠榜省、明古魯省和南苏门答腊省三個省。海拔界於0公尺至1,964公尺，最高點為普隆山（Gunung Pulung），高度1,964（6,444英尺）。

## 生態

### 植物
南巴里桑山脈國家公園地北部主要為山地森林、中部為山地森林與赤道低地森林、南部為沿海森林和红树林。公園內的優勢植物包括木麻黄属、海桑属、露兜树属、娑羅屬、龙脑香属，特色物種包括南洋棱柱木、柯氏異翅香、阿諾爾特大花草、西爪哇巨魔芋（學名：Amorphophallus decus-silvae）。、巨花魔芋、老虎蘭。

### 動物
南巴里桑山脈國家公園內有許多受威脅的物種，包括三種重點保護的極危物種：蘇門答臘象、苏门答腊犀、苏门答腊虎。其他保護物種包括、馬來貘、合趾猿、黑脊葉猴、蘇門答臘兔、马来熊、爪哇鼷鹿。公園裡有超過300種鳥類，包括極危物種蘇門答臘地鵑。

## 保護與威脅
1935年，荷屬東印度政府宣布該地區為自然保護區，1982年成為國家公園。
1970年代以來，公園內出現了許多佔屋，儘管在1980年代初期實施強制驅逐，但自1998年以後，佔屋的數量持續增加。2006年估計約有12.7萬人居住在佔屋，並侵占土地55,000公頃（140,000英畝）。在1972年至2006年期間，估計有63,000公頃（160,000英畝）的原始森林因非法開墾已經消失，約占公園面積18%。世界自然基金会發現，該公園內有超過45,000公頃（110,000英畝）的土地被用於種植咖啡，該組織現在正與跨國咖啡公司合作，避免購買非法種植的咖啡，但是截至2021年，非法種植仍持續進行中。
除了非法開墾之外，公園內也有偷獵行為，主要目的為取得象牙、動物皮革等。自2011年起，在公園內設置巡邏隊，防範偷獵。起初只有2個巡邏隊，2015年增加至6個巡邏隊。巡邏隊在公園內發現了數十個偷獵者設置的通道。
另一方面，国际野生生物保护学会指導公園附近村莊的居民設置防虎圍欄（Tiger Proof Enclosure），以防止老虎跑進村莊攻擊家畜。此行動有效保護村民利益，並可證明人類與野生老虎是可以共處的。
2005年，國家公園內發現一頭雌性蘇門答臘犀牛，並命名為羅莎（Rosa）。當局將牠捕獲、轉移到韦卡巴斯国家公园的犀牛保護區。當捕獲羅莎時，估計公園內有60－80頭蘇門答臘犀牛，但有逐漸減少跡象。2018年，印度尼西亞政府決定通過圈養繁殖增加蘇門答臘犀牛數量。2020年5月在雅加達召開的一場會議決議當在公園內發現蘇門答臘犀牛時，應該都要轉移到保護區圈養。

## 旅遊
前往南巴里桑山脈國家公園通常由楠榜省首府班達楠榜出發，搭乘巴士至公園入口哥打阿貢（Kota Agung）約需要兩到三個小時。至哥打阿貢後可以搭船沿海岸線遊覽，或是搭乘摩的進入公園內部。公園內的道路為崎嶇不平的泥土路，僅有旱季時才可以行駛。

## 世界遺產登錄
2004年6月至7月，第28屆世界遺產委員會會議於中华人民共和国蘇州召開，由印度尼西亞申報的項目「蘇門答臘熱帶雨林」經大會通過登錄為世界遗产，「巴瑞杉西拉坦國家公園」在名單之中，編號為1167-003號。
该世界遗产被认为满足世界遺產登錄基準中的以下基準而予以登錄：
- （vii）包含出色的自然美景与美学重要性的自然现象或地区。
- （ix）在陆上、淡水、沿海及海洋生态系统及动植物群的演化与发展上，代表持续进行中的生态学及生物学过程的显著例子。
- （x）拥有最重要及显著的多元性生物自然生态栖息地，包含从保育或科学的角度来看，符合普世价值的濒临绝种动物种。[10]

| 世界遺產編號 | 名稱                 | 所在地          | 保護範圍    | 緩衝範圍 |
| ------------ | -------------------- | --------------- | ----------- | -------- |
| 1167-003     | 巴瑞杉西拉坦國家公園 | 5°15′S 104°10′E | 356,800公頃 |          |

2011年起至今，「蘇門答臘熱帶雨林」因非法森林採伐、農業侵占、偷獵、修建道路破壞環境等因素，被列為瀕危世界遺產。